# Bernard Panafieu
Bernard Panafieu (1931–2017) là một Hồng y người Pháp của Giáo hội Công giáo Rôma. Ông từng đảm nhận vai trò Hồng y Đẳng Linh mục Nhà thờ S. Gregorio Barbarigo alle Tre Fontane (2003–2017), Tổng giám mục đô thành Tổng giáo phận Marseille trong 4 năm, từ năm 2002 đến năm 2006.
Vốn là một giáo sĩ trong vai trò lãnh đạo giáo hội địa phương, ông từng đảm trách nhiều vai trò tại Hoa Kỳ trước khi tiến đến trở thành Tổng giám mục đô thành Marseille như: Giám mục phụ tá Giáo phận Annecy (1974–1978), Tổng giám mục đô thành Tổng giáo phận Aix (1978–1994), Tổng giám mục Phó Tổng giáo phận Marseille (1994–1995), Tổng giám mục chính tòa Tổng giáo phận Marseille (1994–2004). Ông được vinh thăng Hồng y ngày 21 tháng 10 năm 2003, bởi Giáo hoàng Gioan Phaolô II.

## Tiểu sử
Hồng y Bernard Panafieu sinh ngày 4 tháng 3 năm 1931 tại Châtellerault, bang Pháp. Sau quá trình tu học dài hạn tại các cơ sở chủng viện theo quy định của Giáo luật, ngày 22 tháng 4 năm 1956, Phó tế Panafieu, 25 tuổi, tiến đến việc được truyền chức linh mục. Tân linh mục là thành viên linh mục đoàn Tổng giáo phận Albi (-Castres-Lavaur).
Sau 18 năm thi hành các công việc mục vụ với thẩm quyền và cương vị của một linh mục, ngày 18 tháng 4 năm 1974, Tòa Thánh loan tin Giáo hoàng đã quyết định tuyển chọn linh mục Bernard Panafieu, 46 tuổi, gia nhập Giám mục đoàn Công giáo Hoàn vũ, với vị trí được bổ nhiệm là Giám mục phụ tá Giáo phận Annecy, danh nghĩa Giám mục hiệu tòa Thibilis. Lễ tấn phong cho vị giám mục tân cử được tổ chức sau đó vào ngày 9 tháng 6 cùng năm, với phần nghi thức chính yếu được cử hành cách trọng thể bởi 3 giáo sĩ cấp cao, gồm chủ phong là Tổng giám mục Claude Marie Joseph Dupuy, Tổng giám mục chính tòa Tổng giáo phận Albi (-Castres-Lavaur); hai vị giáo sĩ còn lại, với vai trò phụ phong, gồm có giám mục Jean-Baptiste-Étienne Sauvage, giám mục chính tòa Giáo phận Annecy và Giám mục Henri Clément Victor Donze, giám mục chính tòa Tổng giáo phận Tarbes et Lourdes. Tân giám mục chọn cho mình khẩu hiệu PARARE VIAM DOMINI.
Sau khoảng thời gian 4 năm cai quản Annecy, Giám mục Panafieu được Tòa Thánh thăng Tổng giám mục, qua việc bổ nhiệm giám mục này làm Tổng giám mục đô thành Tổng giáo phận Aix. Thông báo về việc bổ nhiệm này được công bố cách rộng rãi vào ngày 30 tháng 11 năm 1978. Sau 16 năm cai quản Aix, Tòa Thánh lại quyết định thuyên chuyển Tổng giám mục Panafieu đến nhiệm sở mới, cụ thể là Tổng giáo phận Marseille, đảm nhận cương vị Tổng giám mục Phó. Thông báo bổ nhiệm được công bố vào ngày 24 tháng 8 năm 1994. Ông nhanh chóng kế vị trở thành Tổng giám mục chính tòa sau đó vào ngày 22 tháng 4 năm 1995.
Ngày 8 tháng 12 năm 2002, Tòa Thánh thăng Tổng giáo phận Marseille thành Tổng giáo phận đô thành, chức vị của Tổng giám mục Panafieu cũng thay đổi, trở thành Tổng giám mục đô thành Tổng giáo phận Marseille. Không lâu sau đó, Bằng việc tổ chức công nghị Hồng y năm 2003 được cử hành chính thức vào ngày 21 tháng 10, Giáo hoàng Gioan Phaolô II đưa ra quyết định vinh thăng Tổng giám mục Bernard Panafieu tước vị danh dự, Hồng y. Tân Hồng y thuộc Đẳng Hồng y Linh mục và Nhà thờ Hiệu tòa được chỉ định là Nhà thờ S. Gregorio Barbarigo alle Tre Fontane. Tân Hồng y đã đến nhận nhà thờ hiệu tòa của minh sau đó vào ngày 14 tháng 12 năm 2003.
Ngày 12 tháng 5 năm 2006, Tòa Thánh chấp thuận đơn xin hồi hưu của ông vì lý do tuổi tác, theo Giáo luật. Ông qua đời ngày 12 tháng 11 năm 2017, thọ 86 tuổi.